# Dubiraphia browni
Dubiraphia browni är en skalbaggsart som beskrevs av Hilsenhoff 1973. Dubiraphia browni ingår i släktet Dubiraphia och familjen bäckbaggar. Inga underarter finns listade i Catalogue of Life.